# Cronologia dell'Arma dei Carabinieri

## Dal 1814 al 1860
- 1814
  - 13 luglio: nasce a Torino il Corpo dei Carabinieri Reali. Il primo comandante generale è il gen d'a. Giuseppe Thaon di Revel di Sant'Andrea
  - 24 dicembre il luog. gen. Giorgio Des Geneys è nominato comandante generale
- 1815
  - 14 gennaio: il col. Carlo Lodi di Capriglio è il terzo comandante generale
  - 23 aprile: a Vernate (Cuneo) il carabiniere Giovanni Boccaccio è ucciso da un fuorilegge: è il primo di una lunga serie di carabinieri a perire nello svolgimento del suo dovere.
  - 6 luglio: uno squadrone di carabinieri a cavallo carica i Francesi durante la battaglia di Grenoble: è il battesimo del fuoco per il Corpo ed il primo encomio per il valore dell'Arma (come da ordine del giorno del 7 luglio)
- 1816
  - 1º novembre: il col. Giovanni Battista D'Oncieu de La Bàtie è il quarto comandante generale
- 1819
  - 23 marzo: il col. Alessandro Saluzzo di Monesiglio è il quinto comandante generale
- 1820
  - nasce il primo nucleo della Banda musicale dell'Arma dei carabinieri
  - 2 dicembre: il col. Giovanni Maria Cavasanti è il sesto comandante generale
- 1822
  - è emanata la prima edizione del Regolamento generale
  - 1º novembre: il magg. gen. Giovanni Battista D'Oncieu de La Bàtie è il settimo comandante generale
- 1830
  - 12 dicembre: il magg. gen. Giovanni Maria Cavasanti è l'ottavo comandante generale
- 1831
  - 12 gennaio: il col. e magg. gen. Luigi Maria Richieri di Montichieri è il nono comandante generale
- 1832
  - 23 febbraio: adozione della granata con fiamma sul copricapo, tuttora un'icona dell'Arma
- 1833
  - 25 giugno: adozione del pennacchio rosso e blu, altro tratto caratteristico dell'uniforme storica
- 1834
  - 3 febbraio: durante un tentativo di invasione della Savoia il carabiniere a cavallo Giovanni Battista Scapaccino guadagna la prima medaglia d'oro al valor militare (alla memoria) dell'Albo d'onore dell'Armata Sarda per essersi rifiutato di rinnegare il proprio giuramento di fedeltà alla monarchia
- 1835
  - 16 luglio: il magg. gen. Michele Taffini d'Acceglio è il decimo comandante generale
- 1845
  - 1º febbraio: istituzione del grado di vicebrigadiere
- 1848
  - 1º gennaio: il magg. gen. Fabrizio Lazari è l'undicesimo comandante generale
  - 30 aprile: carica di Pastrengo per la quale la Bandiera dell'Arma dei Carabinieri fu insignita della prima medaglia d'argento al valor militare
  - 6 maggio: battaglia di Verona per la quale la bandiera dell'Arma dei Carabinieri fu insignita della prima medaglia di bronzo al valor militare
  - 14 ottobre: il magg. gen. Federico Costanzo Lovera di Maria è il dodicesimo comandante generale
- 1855
  - Prima missione all'estero in Crimea

## Dal 1860 al 1900
- 1861
  - con regio decreto del 24 gennaio vengono istituite le Legioni territoriali dei Carabinieri Reali
- 1864
  - l'onorevole Soldi conia l'appellativo "Benemerita" per l'Arma
- 1867
  - 11 agosto: il luog. gen. Antonio Massidda è il tredicesimo comandante generale
- 1869
  - 17 luglio: il luog. gen. Luigi Incisa Beccaria di S. Stefano è il quattordicesimo comandante generale
- 1870
  - 20 settembre: i carabinieri sono a fianco dei bersaglieri nella presa di Roma
- 1872
  - viene fondato il periodico Il Carabiniere
- 1873
  - è fondato il periodico Il Monitore dei Carabinieri Reali
- 1877
  - è fondato il periodico L'album del Carabiniere Reale
  - 18 maggio: il luog. gen. Ignazio De Genova di Pattinengo è il quindicesimo comandante generale
- 1878
  - 5 ottobre: il magg. gen. e ten. gen. Leonardo Roissard de Bellet è il sedicesimo comandante generale
- 1883
  - Prima missione all'estero non di guerra in Eritrea
- 1886
  - 1º marzo: tra i congedati e pensionati nasce l'Associazione di mutuo soccorso carabinieri reali, antenata dell'attuale Associazione nazionale carabinieri.
- 1888
  - vengono costituiti in Colonia eritrea gli zaptié, i carabinieri indigeni, poi reclutati in tutte le colonie italiane
- 1891
  - 17 aprile: il ten. gen. Luigi Taffini D'Acceglio è il diciassettesimo comandante generale
- 1892
  - 1º maggio: viene emanato il nuovo regolamento generale
- 1894
  - 22 maggio: il vicebrigadiere Francesco Arca viene insignito della prima medaglia d'argento al valor militare
- 1896
  - 16 settembre: il ten. gen. Francesco Carenzi è il diciottesimo comandante generale
  - 26 luglio: il vicebrigadiere Francesco Arca viene insignito della seconda medaglia d'argento al valor militare
- 1897
  - a Creta i carabinieri svolgono la loro prima missione di peace-keeping
  - 16 luglio: il ten. gen. Bruto Bruti è il diciannovesimo comandante generale

## Dal 1900 al 1918
- 1900
  - 16 febbraio: il ten. gen. Felice Sismondo è il ventesimo comandante generale
- 1904
  - 16 aprile: il ten. gen. Federigo Pizzuti è il ventunesimo comandante generale
- 1905
  - 5 agosto: il ten. gen. Giuseppe Bellati è il ventiduesimo comandante generale
- 1908
  - 16 febbraio: il ten. gen. Paolo Spingardi è il ventitreesimo comandante generale
  - dopo il soccorso alle vittime del terremoto di Messina, l'Arma è definita Benemerita, appellativo coniato dall'onorevole Soldi nel 1862.
- 1909
  - 1º agosto: il ten. gen. Giuseppe Del Rosso è il ventiquattresimo comandante generale
- 1914
  - 14 settembre: il ten. gen. Gaetano Zoppi è il venticinquesimo comandante generale
- 1915
  - 19 luglio: i carabinieri assaltano la quota 240 del Podgora
- 1918
  - 4 gennaio: il ten. gen. Luigi Cauvin è il ventiseiesimo comandante generale

## Dal 1919 al 1945
- 1919
  - 25 agosto: il ten. gen. Carlo Petitti di Roreto è il ventisettesimo comandante generale
- 1920
  - 5 giugno: alla bandiera dell'Arma dei Carabinieri è concessa la prima medaglia d'oro al valor militare per il contributo dato dai suoi militari alla prima guerra mondiale
- 1921
  - 21 luglio: a Sarzana i carabinieri disperdono una colonna fascista che tenta di entrare armata in città, impiegando per la prima volta i neo costituiti battaglioni mobili
  - 23 novembre: il gen c.a. Giacomo Ponzio è il ventottesimo comandante generale
- 1925
  - 5 gennaio: il gen c.a. Enrico Asinari di San Marzano è il ventinovesimo comandante generale
- 1933
  - 22 ottobre: è inaugurato il Monumento nazionale al carabiniere di Torino
- 1935
  - 30 novembre: il gen c.a. Riccardo Moizo è il trentesimo comandante generale
- 1936
  - 16 aprile: quattro bande autocarrate dei carabinieri, appoggiati da ausiliari coloniali dubat e da una coorte della milizia forestale, vincono la seconda battaglia dell'Ogaden
- 1937
  - 6 giugno: è inaugurato il Museo Storico dell'Arma dei Carabinieri in piazza del Risorgimento, Roma.
- 1940
  - 27 agosto: il gen c.a. Remo Gambelli è il trentunesimo comandante generale
- 1941
  - 21 novembre: battaglia di Culqualber (Abissinia) il 1º Gruppo mobilitato dei carabinieri si immola meritandosi l'onore delle armi. Per ricordarli alla bandiera dell'Arma dei carabinieri è concessa un'altra medaglia d'oro al valor militare
  - 19 dicembre: Battaglia di Eluet El Ase (Libia)
  - 16-30 dicembre: per la battaglia di Klisura sul fronte greco-albanese alla bandiera dell'Arma dei carabinieri è concessa un'altra medaglia di bronzo al valor militare
  - Durante la campagna italiana di Russia diverse sezioni di Carabinieri vennero utilizzate nelle retrovie con compiti di polizia
- 1943
  - 23 febbraio: il gen c.a. Azolino Hazon è il trentaduesimo comandante generale
  - 23 luglio: il gen c.a. Angelo Cerica è il trentatreesimo comandante generale
  - 25 luglio: i carabinieri arrestano Benito Mussolini
  - 8 settembre: anche per i carabinieri inizia la Resistenza e la Guerra di Liberazione
  - 23 settembre: Salvo D'Acquisto è fucilato
  - ottobre: nasce a Roma il Fronte clandestino di resistenza dei carabinieri
  - 19 novembre: il gen. d. Giuseppe Pièche è il trentaquattresimo comandante generale
  - 28 novembre: due carabinieri di San Benedetto del Tronto sono uccisi dai nazisti perché volevano impedir loro di trafugare viveri da un magazzino destinati alla popolazione civile
- 1944
  - 25 marzo: Eccidio di Malga Bala
  - 21 luglio: il gen c.a. Taddeo Orlando è il trentacinquesimo comandante generale
  - 12 agosto: Martiri di Fiesole
  - 15 agosto: quattro giorni dopo la liberazione di Firenze, otto carabinieri furono fucilati da paracadutisti tedeschi nel cortile del palazzo Medici Riccardi
- 1945
  - 7 marzo: il gen. d. Brunetto Brunetti è il trentaseiesimo comandante generale
  - 16 ottobre: una banda separatista siciliana di Niscemi, guidata da Rosario Avila, uccise in un agguato tre carabinieri e ne ferì gravemente quattro.

## Dal 1946 al 1960
- 1946
  - 10 gennaio: la banda separatista di Niscemi guidata da Salvatore Rizzo, in seguito alla morte del capo Rosario Avila, cattura con uno stratagemma otto carabinieri della caserma di Feudo Nobile (Gela). Dopo aver tentato di scambiarli con il leader dell'EVIS Concetto Gallo, i loro cadaveri furono ritrovati il 25 maggio in una profonda buca a Mazzarino.
  - 13 giugno: Il re Umberto II lascia l'Italia e scioglie i carabinieri dal loro giuramento di fedeltà.
- 1947
  - 16 maggio: il gen c.a. Fedele De Giorgis è il trentasettesimo comandante generale
- 1949
  - 19 agosto: la strage di Bellolampo-Passo di Rigano, in provincia di Palermo, dove morirono sette militi del 12º Battaglione mobile carabinieri di Palermo, e tredici rimasero feriti, con l'esplosione di una mina anticarro da parte di uomini del bandito Salvatore Giuliano.
  - 11 novembre: papa Pio XII promulga la Virgo Fidelis protettrice dei carabinieri
- 1950
- 25 maggio: il gen c.a. Alberto Mannerini è il trentottesimo comandante generale
- 3 luglio: Un'operazione del Comando forze repressione banditismo guidato dal colonnello del Carabinieri Ugo Luca, porta alla morte del bandito Salvatore Giuliano.
- 1953
  - 17 luglio: nasce il Centro subacquei dell'Arma dei Carabinieri
- 1954
  - 5 maggio: il gen c.a. Luigi Morosini è il trentanovesimo comandante generale
- 1958
  - 15 ottobre: il gen c.a. Luigi Lombardi è il quarantesimo comandante generale

## Dal 1961 al 1980
- 1961
  - 1º marzo: il gen c.a. Renato De Francesco è il quarantunesimo comandante generale
- 1962
  - 15 ottobre: il gen c.a. Giovanni De Lorenzo diventa il quarantaduesimo comandante generale ed avvia un profondo processo di ammodernamento e riorganizzazione
  - 15 ottobre: nasce il Comando carabinieri tutela per l'ambiente
- 1963
  - 1º aprile: nasce il 4º Reggimento carabinieri a cavallo
  - 30 giugno: Strage di Ciaculli. Nella borgata agricola di Ciaculli a Palermo un'Alfa Romeo Giulietta imbottita di esplosivi uccise 5 carabinieri e due militari: il tenente dei carabinieri Mario Malausa, i marescialli dell'Arma Silvio Corrao e Calogero Vaccaro, gli appuntati Eugenio Altomare e Marino Fardelli, il maresciallo dell'esercito Pasquale Nuccio e il soldato Giorgio Ciacci.
- 1964
  - estate: Piano Solo
- 1965
  - 1º giugno: nasce il Servizio aereo carabinieri
- 1966
  - 1º febbraio: il gen c.a. Carlo Ciglieri è il quarantatreesimo comandante generale
- 1968
  - 25 gennaio: durante i soccorsi per il Terremoto del Belice muore tra le macerie il carabiniere ausiliario Nicolò Cannella (medaglia d'oro al Valor Civile)
  - 26 febbraio: il gen c.a. Luigi Fiorlenza è il quarantaquattresimo comandante generale
- 1969
  - 27 aprile: muore in un incidente stradale l'ex comandante generale Carlo Ciglieri
  - 3 maggio: nasce il Comando carabinieri per la tutela del patrimonio culturale
- 1971
  - 3 gennaio: il gen c.a. Corrado San Giorgio è il quarantacinquesimo comandante generale
- 1973
  - 8 febbraio: il gen c.a. Enrico Mino è il quarantaseiesimo comandante generale
- 1974
  - 22 maggio: su iniziativa ed al comando di Carlo Alberto dalla Chiesa nasce a Torino il Nucleo antiterrorismo dei carabinieri per contrastare il terrorismo eversivo
  - 15 luglio: il maresciallo Felice Maritano muore in uno scontro a fuoco con le Brigate Rosse
- 1975
  - 5 giugno: una pattuglia di carabinieri guidata dal tenente Umberto Rocca liberano Vittorio Vallarino Gancia rapito il giorno precedente dalle Brigate Rosse. Nell'azione rimangono uccisi l'appuntato Giovanni D'Alfonso e la terrorista Mara Cagol.
- 1976
  - 27 gennaio: strage di Alcamo Marina. Due carabinieri, Carmine Apuzzo e Salvatore Falcetta, vennero uccisi mentre dormivano nella casermetta della stazione dei CC di Alcamo Marina.
- 1977
  - 20 agosto: è ucciso a Ficuzza, frazione di Corleone, il tenente colonnello dei carabinieri Giuseppe Russo.
  - 31 ottobre: un elicottero dell'Arma precipita in Aspromonte. Muore il comandante generale Enrico Mino, con 4 ufficiali e un brigadiere.
  - 5 novembre: il gen c.a. Pietro Corsini è il quarantasettesimo comandante generale
- 1978
  - 6 febbraio: nasce il Gruppo di intervento speciale.
- 1980
  - 1º febbraio: il gen c.a. Umberto Cappuzzo è il quarantottesimo comandante generale
  - 4 maggio: è ucciso a Monreale dalla mafia il capitano Emanuele Basile

## Dal 1981 al 1999
- 1981
  - 14 settembre: il gen c.a. Lorenzo Valditara è il quarantanovesimo comandante generale
- 1982
  - 21 gennaio: durante un controllo dei carabinieri a seguito di una rapina vengono uccisi da terroristi di Prima Linea, a Monteroni d'Arbia, due Carabinieri ausiliari, Euro Tarsilli e Giuseppe Savastano, nonché ferito il maresciallo Barna. Rimane a terra anche un criminale, mentre gli altri due verranno catturati alcuni giorni dopo.
    - 1º maggio: nasce il Comando Carabinieri Banca d'Italia
    - 16 giugno: Strage della circonvallazione. Tre carabinieri (Salvatore Raiti, Silvano Franzolin e Luigi Di Barca) che trasferivano il boss Alfio Ferlito al carcere di Trapani, furono massacrati a colpi di kalashnikov sulla circonvallazione di Palermo.
    - 3 settembre: il generale Carlo Alberto dalla Chiesa è ucciso a Palermo, dove era prefetto dal pochi mesi.
- 1983
  - 13 giugno: viene ucciso a Palermo da Cosa Nostra il capitato Mario D'Aleo. Insieme a lui muoiono i carabinieri Giuseppe Bommarito e Pietro Morici.
- 1984
  - 20 gennaio: il gen c.a. Riccardo Bisogniero è il cinquantesimo comandante generale
  - 2 giugno: per il contributo dato durante la Resistenza, la bandiera dell'Arma dei carabinieri è insignita della terza medaglia d'oro al valor militare.
- 1986
  - 8 gennaio: il gen c.a. Roberto Jucci è il cinquantunesimo comandante generale
  - 13 ottobre: il carabiniere ausiliario Stefano Di Bonaventura del 12º Battaglione carabinieri "Sicilia" fu ucciso in uno scontro a fuoco a Palermo. Gli fu concessa la medaglia d'oro al V.M.[1]
- 1989
  - 21 aprile: il gen c.a. Antonio Viesti è il cinquantaduesimo comandante generale
- 1990
  - 3 dicembre: nasce il Raggruppamento operativo speciale
- 1992
  - 19 ottobre: nasce il Comando carabinieri antifalsificazione monetaria
  - 31 ottobre: a Caloveto (CS) il brigadiere Antonino Rubino viene ucciso da un folle armato di ascia che minacciava i passanti. Il milite lo affrontava da solo ingaggiando con esso una violenta colluttazione, fino a quando cadde esanime a terra. (Nel '94 sarà fregiato di M.D.V.C. alla memoria).
- 1993
  - 9 marzo: il gen c.a. Luigi Federici è il cinquantatreesimo comandante generale
- 1994
  - 31 marzo: viene concessa la Medaglia d'Oro al Valor Civile alla Memoria al brigadiere Antonino Rubino ucciso nel 92 da un folle armato di ascia.
  - 5 dicembre: nasce il Comando carabinieri politiche agricole
- 1995
  - 16 agosto:furono uccisi l'appuntato Ciriaco Carru e il carabiniere Walter Frau.
- 1997
  - 21 febbraio: il gen c.a. Sergio Siracusa è il cinquantaquattresimo comandante generale
  - 1º ottobre: nasce il Comando carabinieri per la tutela del lavoro
- 1999
  - 20 ottobre: la legge n. 380 pubblicata sulla Gazzetta Ufficiale n. 255 del 29 ottobre 1999 istituisce il servizio militare femminile volontario, aprendo le porte dell'Arma alle donne.

## Dal 2000 al 2009
- 2000
  - 5 ottobre: l'Arma dei Carabinieri è elevata al rango di forza armata.
  - 2 dicembre: prestano giuramento le prime due donne carabiniere della storia dell'Arma.
- 2002
  - 18 aprile: il gen c.a.dell'Esercito Guido Bellini è il cinquantacinquesimo comandante generale.
- 2003
  - 12 novembre: 12 carabinieri deceduti e 3 feriti in un attentato a Nassirya.
- 2004
  - Il Gruppo Intervento Speciale entra a far parte delle forze speciali italiane.
  - 6 maggio: il gen c.a. dei Carabinieri Luciano Gottardo è il cinquantaseiesimo comandante generale ed il primo dell'era repubblicana proveniente dalle file dell'Arma.
- 2006
  - 27 aprile: 3 carabinieri sono deceduti in un secondo attentato a Nassirya.
  - 6 luglio: il gen c.a. Gianfranco Siazzu è il cinquantasettesimo comandante generale.
- 2008
  - 6 giugno: il tenente Marco Pittoni viene ucciso durante una sparatoria a Pagani. Il 14 maggio del 2009 gli fu conferita postuma la medaglia d'oro al valor militare per l'eroismo dimostrato in tale occasione.
- 2009
  - 23 luglio: il gen c.a. Leonardo Gallitelli è il cinquantottesimo comandante generale.

## Dal 2010 ai giorni nostri
- 2011
  - 25 aprile: durante un normale controllo presso Pitigliano l'appuntato scelto Antonio Santarelli e il carabiniere scelto Domenico Marino vengono aggrediti da quattro giovani che provocano pesanti lesioni ad entrambi. Antonio Santarelli da quel giorno rimase in coma e si spense l'11 maggio 2012.
- 2013
  - 5 dicembre: consegna dei gradi alla generale di brigata Laura De Benedetti, (proveniente dalla Polizia di Stato) che diventa la prima donna nella storia della Benemerita, e delle forze armate italiane, a raggiungere tale grado.[2]
- 2014
  - 13 luglio: Bicentenario dell'Arma.
- 2015
  - 16 gennaio: il generale C.A. Tullio Del Sette è il cinquantanovesimo comandante generale dell'Arma dei Carabinieri.
- 2016
  - 25 ottobre: Inizio dello scioglimento del Corpo Forestale dello Stato e accorpamento nell'Arma dei carabinieri ed istituzione del Comando unità per la tutela forestale, ambientale e agroalimentare.
- 2017
  - 1º gennaio: Assorbimento del personale del CfS nell'Arma.
  - agosto: nasce il Comando per la Tutela della Biodiversità e dei Parchi.
- 2018
  - 15 gennaio: il generale di c.a. Giovanni Nistri si insedia come sessantesimo comandante generale dell'Arma dei Carabinieri.
- 2021
  - 16 gennaio: il generale di c.a. Teo Luzi si insedia come sessantunesimo comandante generale dell'Arma dei Carabinieri.